# Beinn Dearg Mhòr
Beinn Dearg Mhòr är ett berg i Storbritannien.   Det ligger i kommunen Highland och riksdelen Skottland, i den norra delen av landet, 800 km nordväst om huvudstaden London. Toppen på Beinn Dearg Mhòr är 111 meter över havet.
Terrängen runt Beinn Dearg Mhòr är huvudsakligen kuperad, men åt nordost är den bergig. Runt Beinn Dearg Mhòr är det mycket glesbefolkat, med 2 invånare per kvadratkilometer. Närmaste större samhälle är Ullapool, 15,2 km nordost om Beinn Dearg Mhòr. Trakten runt Beinn Dearg Mhòr består i huvudsak av gräsmarker.